# Paulinho Durão
Paulo Ricardo de Souza Baptista mais conhecido como Paulinho Durão ou Paulinho da Tinga, foi um Intérprete de samba-enredo brasileiro, radicado no Carnaval de Porto Alegre. Faleceu na madrugada do dia 10 de julho de 2020, vítima de uma parada cardíaca causada por complicações de saúde. Paulinho era irmão do também intérprete de sambas de enredo Paulo Roberto de Souza Baptista, o Paulão da Tinga falecido em 2013.

## Carreira
Antes de ser intérprete, Paulinho começou a desfilar no carnaval como ritmista na bateria dos Bambas da Orgia. No ano de 1984, iria desfilar como ritmista da Estado Maior da Restinga acompanhando seu irmão Paulão que era diretor de bateria da escola, mas vendo que a escola estava sem mestre-sala, assumiu o posto ficando na função por seis anos, sendo campeão do carnaval de 1987. Em 1991, na Vila Isabel tem sua primeira experiência como intérprete de escola de samba. No Estado Maior da Restinga, ganha a alcunha de "Paulinho da Tinga" tendo na escola três ciclos (1994 a 1995, 1998 a 1999 e 2001), sendo campeão do grupo especial duas vezes. Teve passagens pela Mocidade Independente da Lomba do Pinheiro em 1996 (levando a escola para o grupo especial), pela Imperatriz Dona Leopoldina em 2000. Em 2002 foi para Academia de Samba Puro, na escola viveu grandes momentos (campeão do grupo Intermediário A em 2002 e 3º lugar no grupo especial de 2004) e por lá consolidou a alcunha de "Paulinho Durão" tendo quatro ciclos na agremiação (2002 a 2005, 2008, 2010 a 2011, 2015 a 2017). Nesse meio tempo teve passagens pela Academia de Samba Praiana em 2006, Imperatriz Dona Leopoldina em 2007 e Realeza de 2012 a 2014. No decorrer da sua carreira teve também passagens por escolas da região metropolitana e do interior do estado do Rio Grande do Sul.

## Títulos
- Grupo Especial de Porto Alegre (Atual Ouro): 1994 e 1999
- Grupo Intermediário A (Atual Prata): 1996, 2002 e 2010.
- Grupo de Acesso (Atual Bronze): 2014